# Ursus 1734
Ursus 1734 – ciężki ciągnik rolniczy produkowany przez Zakłady Mechaniczne "Ursus".

## Dane techniczne[1][2]
Silnik:
- Typ: DS Martin UR-IV Z8604.000 TURBO,
- Rodzaj: wysokoprężny z turbosprężarką i chłodnicą powietrza doładowującego,
- Moc: 125 kW (170 KM) przy 2200 obr./min.,
- Maksymalny moment obrotowy: 648 Nm przy 1480 obr./min.,
- Liczba cylindrów: 6,
- Średnica cyl./skok tłoka: 110/128 mm,
- Pojemność skokowa: 7298,5 cm³.
- Jednostkowe zużycie paliwa: 231 g/kWh
- Filtr powietrza: olejowy, dwustopniowy z wstępnym filtrem odśrodkowym
- Turbosprężarka CZ Strakonice K27-3060G13.21
- Pompa wtryskowa Motorpal 6M 3155
- Filtr powietrza mokry Sandrik Dolné Hámre (Hodruša-Hámre) 9470 z filtrem wstępnym PC 750 na licencji IFE-MANN.
- Rozrusznik Elmot R20e
- Alternator Elmot A125-70 u 14V 70A

Układ napędowy:
- Sprzęgło: jednostopniowe, sterowane hydraulicznie, 380 mm
- Przekładnia Povazske Strojarne: zsynchronizowana z dwustopniowym wzmacniaczem momentu, uruchamianym pod obciążeniem,
- Liczba biegów przód/tył: 16/8.

Układy jezdne:
- Mechanizm kierowniczy: hydrostatyczny,
- Przedni most napędowy: wzmocniony 3 kategorii z blokadą mechanizmu różnicowego włączaną hydraulicznie,
- Ogumienie przód/tył: 14,9R28 / 20,8R38 (420/70R28 / 580/70R38)*,
- Hamulec roboczy: tarczowy, suchy,
- Maks. prędkość jazdy: 32,65 km/h.

Układy agregowania:
- Regulacja podnośnika: siłowa, pozycyjna, ciśnieniowa (EHR - 5)*,
- Wałek odbioru mocy: 540 lub 1000 obr./min.,
- Udżwig podnośnika: 7200 kg,
- Wydatek hydrauliki zewnętrznej: 55  l/min.,
- Liczba wyjść hydrauliki zewnętrznej: 7,
- Ciśnienie nominalne na szybkozłączu: 16 MPa,
- Rodzaj WOM: niezależny, włączany sprzęgłem sterowanym hydraulicznie,
- Min. moc WOM przy znamionowych obr. silnika: 109 kW (148 KM).

Masy - wymiary - pojemności:
- Długość: 5020 mm,
- Wysokość: 3070 mm,
- Rozstaw osi: 2706 mm,
- Masa bez/z obciążnikami: 5920/7110 kg,
- Obciążniki przednie: 1120 kg,
- Obciążniki tylne: 580 kg,
- Zbiornik paliwa: 355 dm³,
- Kabina komfortowa M97, (radio z CD)*, (klimatyzacja)*.

( )* - wyposażenie opcjonalne